# فرانک ساکر
فرانک ساکر (انگلیسی: Frank Saker; ۱۰ اوت ۱۹۰۷ – ۶ آوریل ۱۹۸۰) قایقران کانو اهل کانادا بود.